# La Máscara (luchador)
Felipe de Jesús Alvarado Mendoza (nacido el 8 de enero de 1982) es un luchador profesional mexicano, más conocido bajo el nombre de La Máscara. Es conocido por su trabajo en Lucha Libre AAA Worldwide (AAA) Consejo Mundial de Lucha Libre (CMLL).
Sus logros fue una vez Campeón Mundial de Peso Semicompleto del CMLL, una vez Campeón Mundial en Parejas del CMLL con Rush, tres veces Campeón Mundial de Tercias del CMLL con Héctor Garza y El Hijo del Fantasma (en dos ocasiones) y Máscara Dorada y La Sombra (en una ocasión) y también fue ganador de Leyenda de Plata (2016), Reyes del Aire (2006) y Torneo Gran Alternativa (2005) junto con Atlantis.

## Carrera

### Consejo Mundial del Lucha Libre (2001-2017)
Después de su entrenamiento inicial, Felipe Alvarado debutará en la lucha libre oficial el 2 de abril de 2000, usando el nombre de anillo "Brazo de Oro Jr.", luciendo el mismo diseño de máscara que su padre. Como Brazo de Oro Jr., a menudo se asoció con sus primos (José Christian Alvarado y su hermano) que trabajaron como Brazo de Platino Jr. y Brazo de Plata Jr. respectivamente, denominados colectivamente como Los Brazos Junior. El trío trabajó principalmente para CMLL, normalmente en las primeras partes de los shows a medida que ganaban experiencia en el ring. Durante el verano de 2002, Brazo de Oro Jr. participó en su primera pelea importante de argumento contra un luchador local en Oaxaca conocido como Némesis.
En 2005, todos los miembros de Brazos Junior tomaron un nuevo nombre, creando su propia identidad en Lucha Libre. Felipe Alvarado tomó el enmascarado (personaje enmascarado) "La Máscara". En mayo de 2005, ganó su primer gran campeonato cuando derrotó al Doctor X en el Campeonato Nacional de Peso Wélter de México. Ocupó el título por más de un año, antes de perder el cinturón ante Sangre Azteca el 17 de diciembre de 2006. A principios de ese año, perdió ante Hajime Ohara en un partido por el entonces vacante Campeonato Mundial de Peso wélter NWA en la Ciudad de México. La Máscara ha sido fuertemente presionada desde que se cambió a ese truco (de Brazo de Oro Jr.), con la idea de que podría deberse a las conexiones de su familia. Su trabajo parece haber alcanzado su impulso este año, y es un gran aviador. El 13 de junio de 2008, La Máscara se asoció con Héctor Garza y El Hijo del Fantasma en un torneo por el vacante Campeonato Mundial de Tríos del CMLL y ganó los títulos después de vencer a Blue Panther, Dos Caras Jr. y Místico en la final. Los tres llevaron a cabo los títulos por más de siete semanas hasta que lo perdieron a Último Guerrero, Negro Casas y Atlantis el 5 de agosto. La Máscara y sus socios recuperaron los títulos en un espectáculo en Guadalajara el 18 de enero de 2009. 
El 29 de enero de 2010, La Máscara se asoció con Negro Casas para participar en el Torneo Nacional de Pareja Increíbles de CMLL, un torneo donde CMLL une un Técnico (La Máscara) y un Rudo (Casas) para un torneo. Los dos derrotaron a El Texano Jr. y Rouge en la primera ronda, El Sagrado y Shocker en la segunda ronda y Héctor Garza y Toscano en la semifinal para ganar un lugar en la final del torneo. El 5 de febrero de 2010, Casas y La Máscara perdieron contra Máscara Dorada y Atlantis en la final. En marzo de 2010, las señales de disensión entre los campeones de Tríos comenzaron a manifestarse cuando Garza abandonó el equipo durante un partido de tríos, pensando erróneamente que uno de sus compañeros de equipo lo había atacado. Después del paseo, Garza insistió insinuantemente que todavía era un técnico y que su equipo se llevaba muy bien. Hubo más dudas sobre la lealtad de Garza cuando se asoció con el Rúdo Pólvora para ganar el Torneo Gran Alternativa.  Cuando Garza, La Máscara e Hijo del Fantasma fueron contratados para una defensa CMLL World Trios, la semana siguiente Garza se quejó de que sus socios aceptaron el partido sin preguntarle, pero juraron que seguiría siendo profesional al respecto. Durante la defensa del título el 7 de mayo de 2010, el Super Viernes, Garza atacó a ambos Hijo del Fantasma y La Máscara, permitiendo que La Ola Amarilla (Hiroshi Tanahashi, Okumura y Taichi ) ganara el Campeonato Mundial de Tríos del CMLL, convirtiendo Rudo completo en el proceso. El 14 de mayo de 2010, La Máscara se asoció con Máscara Dorada y La Sombra para derrotar a Ola Amarilla en un combate sin título para ganar un tiro en los títulos la semana siguiente.
El 22 de enero de 2011, La Máscara hizo su debut en Japón, cuando participó en el fin de semana de FantasticaManía, co-promovido por CMLL y New Japan Pro Wrestling en Tokio. Durante la primera noche, se unió a Tiger Mask en un combate por equipos, donde fueron derrotados por Dragón Rojo Jr. y Tomohiro Ishii. La noche siguiente, él, Máscara Dorada y La Sombra defendieron con éxito el Campeonato Mundial de Tríos del CMLL contra La Ola Amarilla (Okumura, Tetsuya Naito y Yujiro Takahashi). El 15 de julio, La Generación Dorada perdió el Campeonato Mundial de Tríos del CMLL contra Los Hijos del Averno (Averno, Ephesto y Mephisto). Después de que La Máscara ancló a Averno en un combate por equipos de seis hombres el 22 de julio, los dos acordaron otro partido para el Campeonato Mundial de Peso Medio Histórico NWA el 29 de julio, donde Averno pudo retener nuevamente el título.
El 18 de enero de 2013, La Máscara regresó a Japón para participar en el evento de tres días FantasticaManía . Durante la primera noche, se unió a Máscara Dorada y Máximo en un combate por equipos de seis hombres, donde fueron derrotados por Taichi, Taka Michinoku y Volador Jr. Durante la segunda noche, él, Hiroshi Tanahashi y Rush fueron derrotados en una pareja de seis hombres por Kazuchika Okada, Rey Escorpión y Volador Jr. Durante la tercera y última noche, La Máscara defendió con éxito el Campeonato Nacional Ligero de Peso Mexicano contra Volador Jr. El 7 de abril, La Máscara regresó a New Japan Pro Wrestling en Invasion Attack, donde él y Valiente desafiaron sin éxito a Tama Tonga y El Terrible para el Campeonato Mundial en Parejas del CMLL. El 18 de octubre, La Máscara y Rush recibieron el Campeonato Mundial en Parejas del CMLL, cuando Rey Bucanero, la mitad de los campeones anteriores, no pudo defender el título debido a una lesión. El 13 de junio, La Máscara y Rush perdieron el Campeonato Mundial de Parejas CMLL ante Negro Casas y Shocker.
Durante el verano, La Máscara formó un trío llamado Los Ingobernables con Rush y La Sombra con los tres lucha esencialmente como rudos y ser referido como los luchadores más odiados en la última década. El 8 de abril de 2016, La Máscara derrotó a Ángel de Oro para ganar el Campeonato Mundial de Peso Semicompleto del CMLL, convirtiéndose en el 15º campeón de Peso Semipesado en la historia del campeonato. Después del partido se metió en un altercado con el hombre de la esquina de Ángel de Oro, Dragon Lee. La Máscara ganó el torneo Leyenda de Plata cuando derrotó a Negro Casas en la final, celebrada el 22 de julio. El 5 de agosto, La Máscara aceptó un desafío de Dragon Lee por una Máscara contra Máscara Lucha de Apuestas entre los dos. El 2 de septiembre en el evento principal del octavo Aniversario Show, La Máscara fue derrotada por Dragon Lee y se vio obligada a desenmascarar y revelar su nombre de nacimiento. Luego, La Máscara se reconcilió con Rush.
El 22 de mayo, CMLL despidió públicamente tanto a Felipe como a José Alvarado, despojándolos de sus dos campeonatos en el proceso.

### Circuitos independientes (2017-presente)
El 30 de mayo de 2017, La Máscara y Máximo hicieron una aparición sorpresa para la promoción en Tijuana, The Crash. El dúo atacó a Garza Jr. y Daga, y comenzó un feudo con Penta el Zero M y Rey Fénix. Los primos fueron anunciados originalmente como reservados para luchar contra L.A. Park y el Dr. Wagner Jr. en el evento principal de Lucha Libre Boom.

### Lucha Libre AAA Worldwide (2017, 2018-2019)
El 26 de agosto, La Máscara y Máximo hicieron una aparición especial en Triplemanía XXV donde fueron a celebrar el triunfo de su hermano Psycho Clown luego de que Wagner perdiera su máscara.
El 26 de enero, La Máscara junto con Máximo hicieron su debut en Guerra de Titanes para ayudar a su hermano Psycho Clown y así formar su equipo llamado, Los Mosqueteros del Diablo. El 9 de febrero en Aguascalientes, Máscara y Máximo derrotaron a 6 luchadores locales en su primera lucha. El 25 de febrero junto con Psycho, lograron derrotar a El Hijo del Dr. Wagner Jr., Hernández y a Rey Escorpión. El 4 de marzo en Rey de Reyes, Máscara junto con Psycho y Máximo hicieron equipo con Rey Wagner fueron derrotaron por El Hijo de Dr. Wagner Jr., Hernández y a los Totalmente Traidores (Monster Clown & Murder Clown).
El 4 de mayo, La Máscara anunció su salida de la AAA y se declaró como independiente.

## Vida personal
Felipe es hijo de Jesús Alvarado Nieves y nieto de Juan Alvarado Ibarra, más conocido bajo el nombre de anillo de lucha profesional Shadito Cruz. Jesús Alvarado y cinco de sus hermanos siguieron los pasos de Shadito Cruz y todos se convirtieron en luchadores profesionales también. Jesús Alvarado era el hermano mayor y se hizo conocido como Brazo de Oro, mientras que sus hermanos serían conocidos como Brazo de Plata ( Brazo de Plata ), Brazo (Brazo), Brazo Cibernético (Cyborg) Brazo "), Brazo de Platino (" Brazo Platino ") y Súper Brazo. 
Por un tiempo, Jesús Alvarado estuvo casado con Patricia Alvarado
, la mamá de Felipe Alvarado. Mientras crecía, Felipe Alvarado y varios de sus primos solían asistir a eventos de lucha juntos, lo que llevó a Felipe y sus primos José Christian Alvarado (más tarde conocido como Máximo) y el luchador más tarde conocido como Psycho Clown (nombre real no revelado). Varios de sus primos más tarde los seguirían en el negocio de la lucha libre como Robin, Goya Kong, Muñeca de Plata, Brazo Cibernetico Jr. y Brazo Celestial.

## Controversia
El 19 de mayo de 2017, se filtró un vídeo donde él y su Dinastía Alvarado, acompañado de su hermano (Psycho Clown) y Felipe (La Máscara) y Robin, su tío Daniel Alvarado (Brazo de Platino), donde destruyen el auto de lujo de José Gutiérrez, más conocido como Último Guerrero. El vandalismo fue reportado por motivo que Gutiérrez hablo mal de Felipe Alvarado sobre la muerte de su padre. Una semana después, el CMLL despidieron a él y La Máscara por acto vandálico.

## En lucha
- Movimientos finales
  - Campana (Elevated reverse Boston crab)[6]
- Apodos
  - "El Rey de la Campana"
  - "El Papi de Papis"

## Campeonatos y logros
- Consejo Mundial de Lucha Libre
  - Campeonato Mundial de Peso Semicompleto del CMLL (1 vez)
  - Campeonato Mundial en Parejas del CMLL (1 vez) – con Rush
  - Campeonato Mundial de Tríos del CMLL (3 veces) – con Héctor Garza y El Hijo del Fantasma (2) y Máscara Dorada y La Sombra (1)
  - Campeonato Mundial Histórico de Peso Medio de la NWA (1 vez)
  - Campeonato Nacional de Peso Wélter (1 vez)
  - Leyenda de Plata (2016)
  - Reyes del Aire (2006)
  - Torneo Gran Alternativa (2005) – con Atlantis

- Pro Wrestling Illustrated
  - Situado en el Nº238 en los PWI 500 de 2008
  - Situado en el Nº362 en los PWI 500 de 2009
  - Situado en el Nº333 en los PWI 500 de 2010
  - Situado en el Nº82 en los PWI 500 de 2012
  - Situado en el Nº204 en los PWI 500 de 2013[7]
  - Situado en el Nº334 en los PWI 500 de 2014[8]
  - Situado en el Nº225 en los PWI 500 de 2016[9]
  - Situado en el Nº254 en los PWI 500 de 2017[10]